# Cellule enterocromaffini
Le cellule enterocromaffini, sono un tipo specifico di cellule enteroendocrine (ECC) della mucosa gastrointestinale che hanno la funzione di secernere serotonina e colecistochinina. Queste cellule sono state scoperte da Nikolai Kulchitsky dell'Università di Charkiv (Ucraina).
Sono un tipo di cellula enteroendocrina e cellula neuroendocrina. Risiedono a fianco dell'epitelio che riveste il lume del tratto digestivo e svolgono un ruolo cruciale nella regolazione gastrointestinale, in particolare la motilità e la secrezione intestinale.Le cellule EC modulano la segnalazione dei neuroni nel sistema nervoso enterico (SNE) attraverso la secrezione del neurotrasmettitore serotonina e altri peptidi. Poiché i nervi afferenti ed efferenti enterici non protrudono nel lume intestinale, le cellule EC agiscono come una forma di trasduzione sensoriale. La serotonina nel SNE agisce in sinergia con altri ormoni digestivi per regolare i riflessi gastrointestinali sensoriali e motori. Le cellule EC rispondono a stimoli chimici e neurologici. Sono anche reattivi alla meccanosensazione, che è il caso del riflesso peristaltico dell'intestino, e possono essere stimolati da un bolo che si muove attraverso l'intestino. All'attivazione, le cellule EC rilasciano serotonina per agire sui recettori della serotonina sui neuroni ENS. A seconda della concentrazione, la serotonina può quindi modulare la contrazione peristaltica e la secrezione rispettivamente attraverso l'attivazione della muscolatura liscia e delle ghiandole.
Le cellule neuroendocrine polmonari nel tratto respiratorio sono conosciute come cellule bronchiali di Kulchitsky.
I progenitori neuroendocrini a cellule enterocromaffini dell'epitelio bronchiale sono stati implicati nella genesi del carcinoma polmonare a piccole cellule.